# Marianna Franciszka Pierożyńska
Marianna Franciszka Pierożyńska, född 1763, död 1816, var en polsk skådespelare och operasångare, aktiv 1778–1809. 
Hon tillhörde en aktörsfamilj och gifte sig vid fjorton års ålder med skådespelaren L. Pierożyński. 1778 debuterade hon i Lublin i T. Truskolaskis teatersällskap, och var sedan aktiv hos Radziwiłłs i Nesvizj, i Grodno och i Vilnius. Hon var främst aktiv som subrett och sjöng ofta i komiska operetter. Från 1786 till 1794 var hon engagerad vid nationalteatern i Warszawa, där hon ofta spelade de kvinnliga huvudrollerna i tragdier och dramer, och hon tillhörde då nationalscenens elit och upplevde stor framgång. Hon berömdes för sin förmåga att gestalta passion och hänryckning. Hon lämnade Warszawa efter Kościuszko-upproret 1794, men gjorde nästa år Julia och Ofelia mot Bogusławski i Lwów. 
Hon led av dålig hälsa och tvingades avbryta sin karriär flera gånger av hälsoskäl, sista gången 1795. Åtta år senare återvände hon till Warszawa och året därpå lyckades hon få sitt äktenskap annullerat med syftet att gifta om sig med sin dåvarande älskare, Bogusławski (de gifte sig dock aldrig). Hon återupptog sin karriär 1804, men hennes sista fem år präglades av hennes allt sämre hälsa, och 1810 listas hon som inte längre aktiv utan förmånstagare av teaterns pensionskassa.